# Lukáš Milo
Lukáš Milo (* 19. října 1983, Vítkov) je bývalý český atlet, jehož nejlepší disciplínou je běh na 100 metrů. Závodil za SSK Vítkovice, je dvojnásobným mistrem České republiky v běhu na 100 metrů.
V roce 2008 zaběhl čas 10,27 s, kterým se nominoval na Olympijské hry v Pekingu. Tam však v rozběhu zaběhl pouze 10,52 s a nepostoupil z něj dále.
V minulosti měl dvouletý trest za údajné podvádění při dopingové zkoušce, které však Milo odmítal.
Jeho poslední závodní sezónou byl rok 2013.